# 鹿児島県立沖永良部高等学校
鹿児島県立沖永良部高等学校（かごしまけんりつ おきのえらぶこうとうがっこう）は、鹿児島県大島郡知名町にある県立高等学校。
沖永良部島に所在する唯一の高等学校でもある。

## 教育目標
教育基本法及び学校教育法等の精神、並びに「あしたをひらく心豊かな人づくり」という鹿児島県教育行政の基本目標に基づき、校訓に定められた次の三項目を具現化し、心身共に健全な生徒の育成を目指す。
1. 好学
自主的学習態度を培い、積極的に知識・技能の習得に努め、教養を高める。
2. 道義
礼儀正しく、規律ある行動をし、円滑な人間関係を培い、良き社会人としての人間形成に努める。
3. 根性
心身ともに健康で、根気強く目標達成に邁進する。

## 設置学科
- 全日制課程
  - 普通科
  - 商業科

## 勉学
朝のホームルーム前の朝課外授業、いわゆる0時限目授業を実施している。時間は午前7時20分からで、普通科の全生徒が対象である。なお、商業科でも全商検定が迫ってきた場合、朝課外を実施する場合もある。
また、普通科は朝課外に加えて月に一回程度土曜日に登校して授業を受ける土曜補習も希望者のみ行われている。例外として商業科の生徒も希望すれば受けることが出来る。

## 沿革
- 1949年4月1日 - 和泊・知名両実業高等学校を母体とし、沖永良部学校組合立沖永良部高等学校が設置される。
- 1950年6月13日 - 校地を現在地に決定。
- 1951年9月10日 - 和泊・知名両教室合同授業開始。
- 1953年12月25日 - 奄美群島日本復帰と同時に県立高校として認可。
- 1967年4月1日 - 学科変更により、普通科2・家政科1・商業科2計5学級となる。
- 1970年4月1日 - 家政科廃止。
- 1974年4月1日 - 普通科1学級増で計7学級となる。
- 1977年4月1日 - 普通科1学級減で計6学級に戻る。
- 1979年11月7日 - 創立30周年記念式典・記念祝賀会挙行。
- 1980年4月1日 - 普通科1学級減で、普通科3・商業科2計5学級となる。
- 1983年11月17日 - 昭和58年度全国保健体育優良校として表彰される。
- 1984年3月9日 - 郷土教育研究協力校に委嘱を受ける。
- 1985年4月8日 - 1年生より新制服制定。
- 1989年11月4日 - 創立40周年記念式典・祝賀会挙行。
- 1991年10月4日 - 4階特別教室棟大規模改修。
- 1994年7月13日 - 文部省より平成6・7年度の二輪車研究指定校として指定を受ける。
- 1999年
  - 3月17日 - 3年教室・特別教室棟完成。
  - 11月6日 - 創立50周年記念式典・祝賀会挙行。
- 2007年4月1日 - 商業科1学級減で計3学級となる。

## 所在地
- 鹿児島県大島郡知名町余多241
  - 沖永良部島にある和泊・知名両町の境目にある。

## 通学
一島一校の性格上、国頭地区や田皆地区など遠方に住んでいる生徒で自転車通学のものは1時間程度の時間をかけて登校する。なおそういった事情から、遠方や部活動に入部している生徒で原動付自転車の免許所持者は単車での通学も許可されている。2年生、3年生の大部分は単車通学である。

## 主な卒業生
- 関根大学 - 俳優